# (1289) Kutaïssi
(1289) Kutaïssi – planetoida z pasa głównego asteroid okrążająca Słońce w ciągu 4 lat i 306 dni w średniej odległości 2,86 au. Została odkryta 19 sierpnia 1933 roku w Obserwatorium Simejiz na górze Koszka na Półwyspie Krymskim przez Grigorija Nieujmina. Należy do rodziny planetoidy Koronis. Nazwa planetoidy pochodzi od Kutaisi, miasta w Gruzji. Przed nadaniem nazwy planetoida nosiła oznaczenie tymczasowe (1289) 1933 QR.